# Debrecen (hajó)
A Debrecen (korábban Kassa, 1. sz Műhelyhajó) egy magyar lobogó alatt közlekedő folyami-tengeri hajó, a magyar dunai-tengeri flotta utolsó még meglévő tagja. Az 1939-ben vízre bocsátott hajó a hatvanas évekig a Duna, illetve a Fekete- és a Földközi-tenger kikötői között közlekedett, majd 30 éven át műhelyhajóként használták az Újpesti öbölben. 2004-ben egy alapítvány felújíttatta, azóta rendezvényhajóként a budapesti Duna-part egyik állandó vendége.

## Története
A hajó Kassa néven 1939-ben készült el az újpesti hajógyárban. 1941 és 1944 között hadi szolgálatot teljesített, 1944 végén a közelgő Vörös Hadsereg elől Ausztriába menekítették, ahonnan csak 1947-ben tért vissza Magyarországra, ebben az évben kapta új nevét is. A Debrecen Budapest és a keleti mediterrán térség kikötői között ingázott. A hatvanas évekre a folyami hajózás ezen formája meghaladottá vált, így a Debrecent kivonták a forgalomból. 1964-ben 1. sz. Műhelyhajó néven került vissza az újpesti hajógyárba. Az 1998-ig műhelyként szolgáló hajót 1999-ben egy alapítvány szerezte meg, rövid időre a Neszmély melletti kikötőbe vontatták. Az alapítvány 2006-ban a révkomáromi hajógyárban felújíttatta és rendezvényhajóként állította szolgálatba. A Debrecen az egykori magyar dunai-tengeri flotta utolsó megmaradt tagjaként napjainkban Budapesten állomásozik.